# Коновичі
Коновичі (біл. вёска Конавічы) — село в складі Молодечненського району Мінської області, Білорусь. Село підпорядковане Лебедівській сільській раді, розташоване в західній частині області.